# Großer Griesstein
Der Große Griesstein ist ein 2023 m ü. A. hoher Gipfel der Hochschwabgruppe im österreichischen Bundesland Steiermark. Er ist eng mit dem nördlich vorgelagerten Kleinen Griesstein (1857 m ü. A.) verbunden.

## Lage und Umgebung
Der Kleine und Große Griesstein (im Folgenden oft gesamtheitlich „Griesstein“) liegen im Nordteil der Hochschwabgruppe. Sie sind die höchsten Punkte eines zerklüfteten Geländerückens, der vom nördlich gelegenen Tal der Salza nach Süden hin ansteigt. Abgesehen vom Griesstein bildet der 1567 m hohe Gehart die höchste Erhebung dieses Rückens, südlich des Gehart bildet der auf rund 1400 m gelegene Langalpelsattel die Grenze zum (Kleinen) Griesstein. Der Kleine und Große Griesstein sind durch eine Scharte auf rund 1800 m voneinander getrennt. Von dieser führen markant eingeschnittene Gräben zu beiden Seiten talwärts, jener an der Ostseite trägt den Namen Griesgassl. Östlich unterhalb des Kleinen Griessteins liegt das Brunntal, von dessen Talschluss sich die Lang-Eibl-Schlucht nach Südwesten unterhalb des Großen Griessteins hinzieht. Den obersten Abschluss dieser Schlucht bildet ein Kar namens Fenstertrog, das die Grenze zwischen Großem Griesstein und dem südlich anschließenden Ebenstein bildet. Die quasi senkrechte, 400 bis 500 m hohe Westflanke des Großen Griessteins ist Teil der Abrisskante des Bergsturzes von Wildalpen, westlich unterhalb des Kleinen Griessteins befand sich vor diesem gewaltigen Ereignis vermutlich ein karartiger Talschluss, heute ist das Gelände durch Geröllhalden und Blockwerk des Bergsturzes gekennzeichnet.

## Geologie und Geomorphologie
Die Hochschwabgruppe gehört zu den Nördlichen Kalkalpen, innerhalb von deren Ostteil (in der Mürzalpendecke, Teil des Juvavikums) die Pfaffingalm-Hochschwab-Schuppe (vgl. Tektonische Schuppe) das zentrale und tektonisch tiefste Bauelement darstellt. Nördlich daran angrenzend befinden sich die kleinere Brandstein-Edelbodenalm-Schuppe und die Riegerin-Türnach-Schuppe. Der Griesstein liegt im Grenzbereich dieser drei Schuppen, die Südgrenze der Riegerin-Türnach-Schuppe läuft vom Talschluss des Brunntales aus südlich des Kleinen Griessteins weiter nach Westen, die Südgrenze der Brandstein-Edelbodenalm-Schuppe verläuft durch die Lang-Eibl-Schlucht. Diese geologischen Einheiten sind in einer Duplex-Struktur“ (eine komplexe, mehrphasige Überschiebung der Gesteinspakete) überschoben, das Griesgassl zwischen Kleinem und Großem Griesstein ist Ausdruck einer Störungszone, welche diese Struktur nördlich parallel begleitet. Jene Störungszone dürfte ursächlich mit dem Bergsturz von Wildalpen zu tun haben, denn sie hatte sich wohl in dem heute nicht mehr bestehenden Bergrücken westlich des Griessteins fortgesetzt. Ausgelöst durch ein Erdbeben oder extremen Niederschlag brach an der Störung ein für sich schon gewaltigter Bergsturz (400 bis 500 Millionen Kubikmeter Material) los. Dadurch gerieten die Gleichgewichtsverhältnisse der ganzen Bergflanke zwischen Griesstein und Brandstein durcheinander, sodass weitere rund 900 Millionen Kubikmeter Material stürzten nordwärts.
Der Griesstein ist aus Steinalm- und Wettersteinkalk bzw. -dolomit aufgebaut. Diese Gesteine verkarsten leicht, somit entstehen die für das Hochschwabgebiet typischen schroffen Formen. In hydrogeologischer Sicht entwässert der Karst zwischen dem Großen Griesstein und dem Schirmbacherkogel (ein kleiner Gipfel knapp südlich der Salza) in das östlich gelegene Brunntal.

## Wege
Der Griesstein wird üblicherweise von Norden (Wildalpenbach, Parkplatz Winterhöh) her begangen. Vom Sattel und Wegekreuz Kreuzpfäder im Bergsturzgebiet führt ein markierter Weg nach Südosten auf den Kleinen Griesstein und weiter zum Großen Griesstein. Für versierte Bergwanderer ist ein wegloser, teilweise nur kletternd (Schwierigkeitsgrad I+) bewältigbarer Übergang zwischen Großem Griesstein und dem südlich gelegenen Ebenstein (via Polstersattel und Fenstertrog) möglich.

Galerie
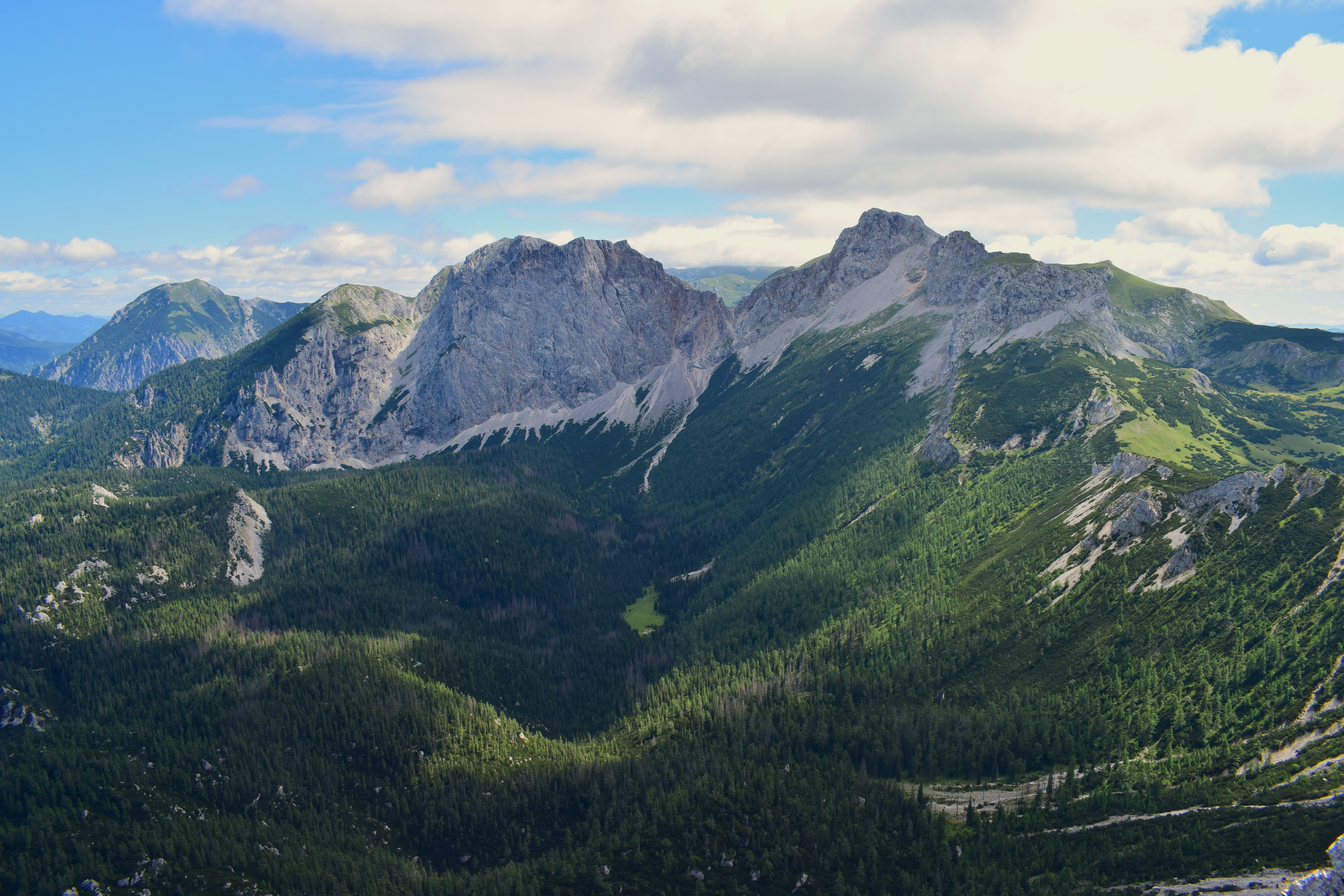
Blick von Westen (Kleiner Brandstein) auf mittig li. Kleinen und Großen Griesstein, rechts anschließend Ebenstein und Schaufelwand
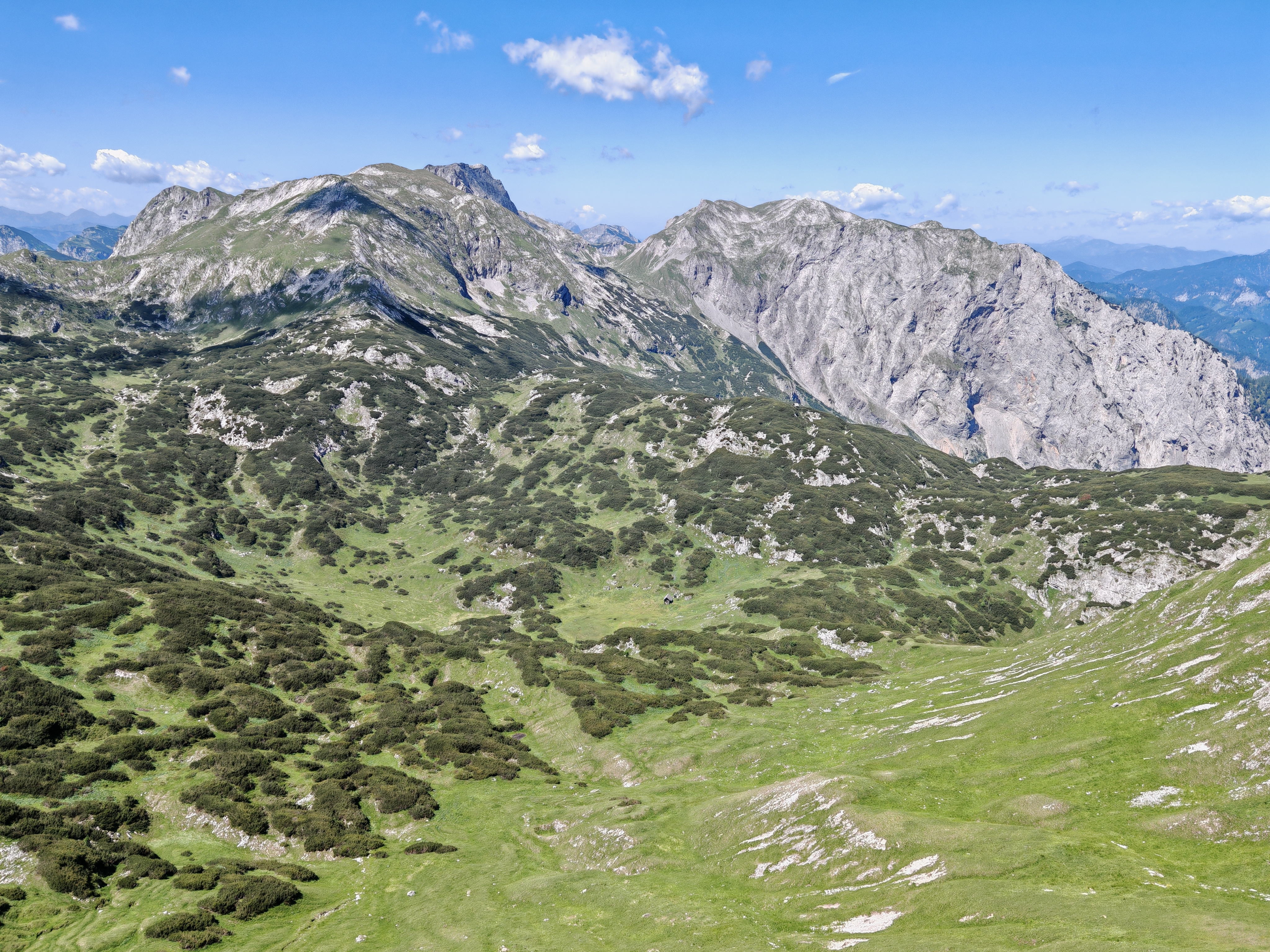
Blick von Osten auf li. Polster und dahinter Ebenstein sowie re. den Großen Griesstein
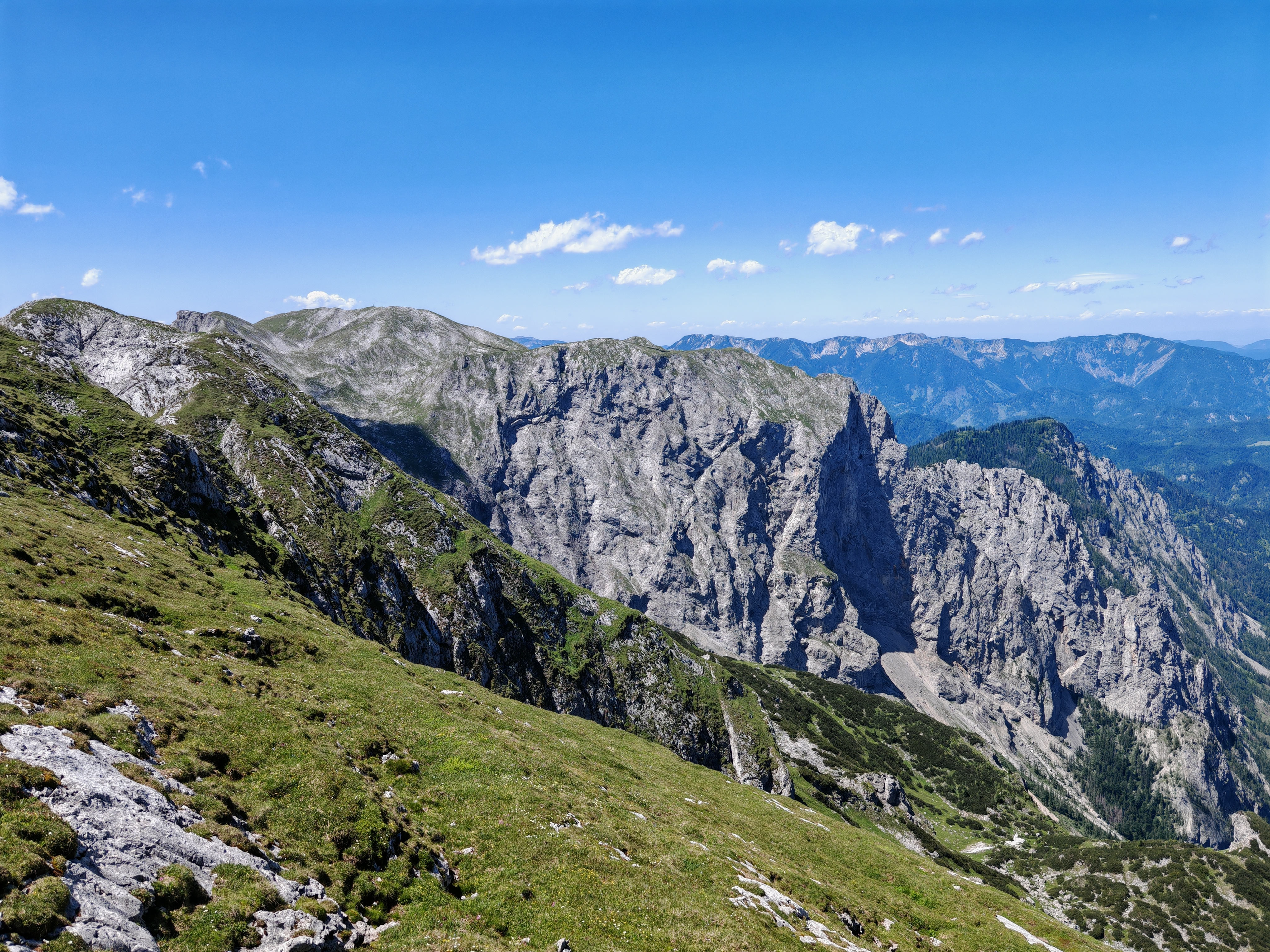
Blick vom Ostrücken des Hinteren Polsters nach Nordwesten auf den Griesstein. Re. baumbestanden der Gehart, Griesgassl inmitten der Felswände davor.
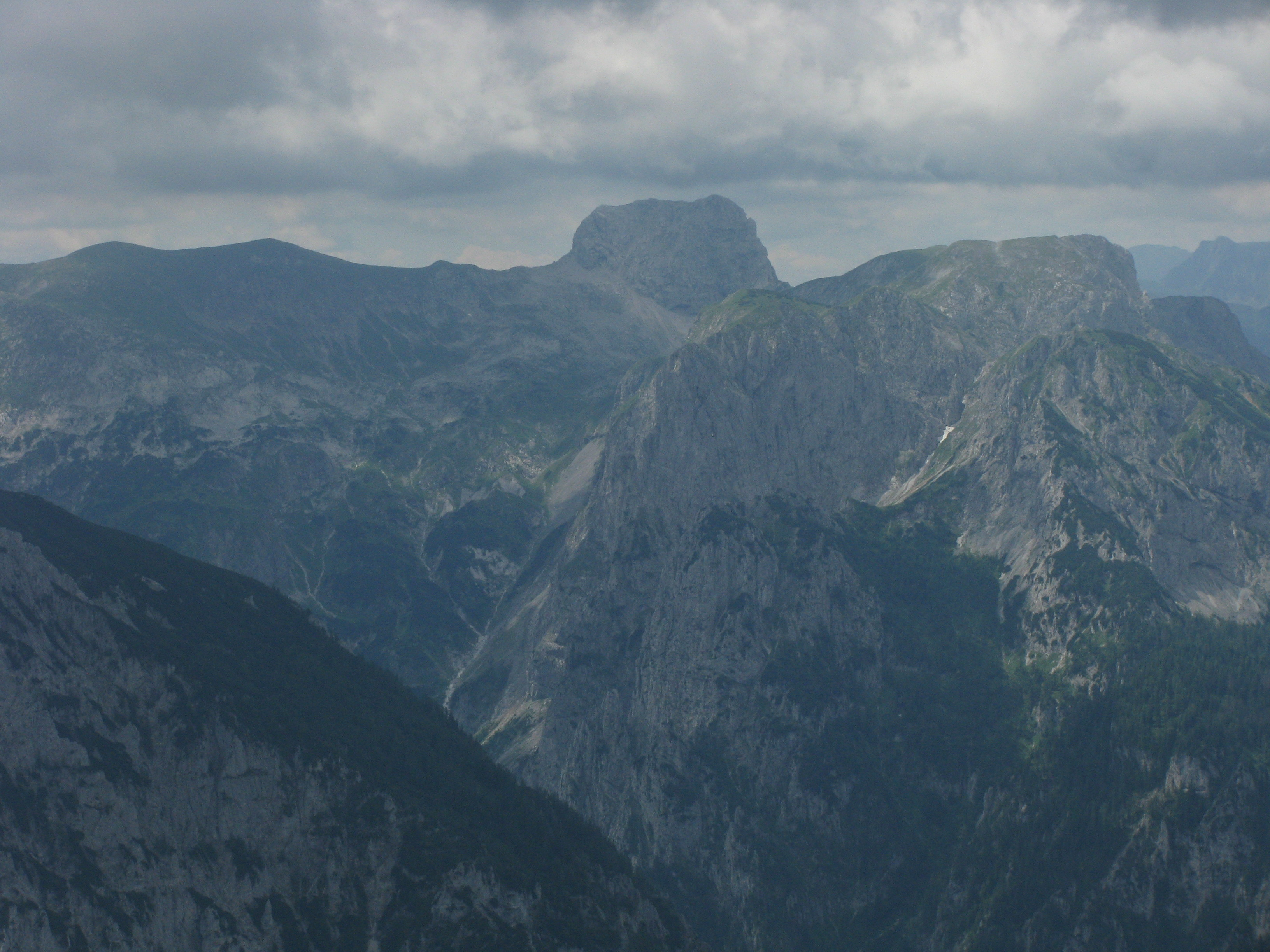
Blick vom Hochstadl nach Süden, rechts die Griessteine, mittig der charakteristische Gipfel des Ebensteins